# Улица Нехруова
Улица Нехруова се налази на Новом Београду. Простире се од Војвођанске улице, на Бежанији, до Савског кеја између блока 45 и блока 44.
Улица је добила назив по индијском премијеру и једном од твораца Покрета несврстаних Џавахарлалу Нехру (1889—1964), чија се биста налази испред Дома здравља.
Дужина улице износи 1.470 метара.
У улици се налазе објекти:

- О. Ш. „Јован Стерија Поповић“,
- ТЦ Мала Пирамида[1] и
- oгранак Дома здравља “Нови Београд” .[2]

Улицом саобраћају три линије ГСП-а: 
- линија 45 (Блок 44 - Земун, Нови град)[3],
- линија 82 (Блок 44 - Земун, Кеј Ослобођења)[4] и
- линија 602 (Блок 44 - СРЦ Сурчин).[5]